# 프랭크 피어슨
프랭크 로머 피어슨(Frank Romer Pierson, 1925년 5월 12일 ~ 2012년 7월 22일)은 미국의 각본가, 영화 감독이다.
채퍼콰에서 태어났다.

## 참여 작품

### 감독
- 거울 나라의 전쟁
- 스타 탄생 (1976년 영화)
- 트루먼 (영화)
- 컨스피러시 (2001년 영화)

### 각본
- 캣 벌루
- 폭력 탈옥
- 거울 나라의 전쟁
- 제42회 아카데미상
- 도청 작전
- 뜨거운 오후
- 스타 탄생 (1976년 영화)
- 의혹 (영화)
- 굿 와이프
- 매드맨